# Petar Papp
Petar Papp (Zemun, 29. prosinca 1893. – Zagreb, 4. rujna 1973.) je bio hrvatski akademski slikar, karikaturist, likovni pedagog i autor prvih crtanih filmova u Hrvatskoj.
Rodio se 1893. u srijemskom gradu Zemunu, Trojedna Kraljevina Hrvatska, Slavonija i Dalmacija, Austro-Ugarska.
Studirao je u Zagrebu i Budimpešti. Slikao je krajolike i mrtve prirode. Stilski je pripadao postimpresionizmu i realizmu.
Suprug je hrvatske slikarice Ane Jerković-Papp od 1919. godine. Zajedno su živjeli i djelovali do kraja života.
Slikarski su se usavršavali diljem Europe, a potom vraćaju se u Hrvatsku djelovati kao likovni pedagozi u Iloku, Karlovcu i Zagrebu (u Realnoj gimnaziji). 
Bio je glavnim crtačem prvog cjelovitog hrvatskog crtanog filmaMartin u nebo, Martin iz neba. Crtani film mu je realiziran 1929. godine. Smatra ga se jednim od prethodnika Zagrebačke škole crtanog filma, a radio je i na još nekim prvim crtanim filmovima u Hrvatskoj, kao što je Ivin zub.
Karikature je zajedno sa suprugom objavljivao u Koprivama. Putovali su po Francuskoj, Španjolskoj i Italiji 1930-ih, a odmah nakon rata po Ukrajini. 
Petar Papp je umro 1973., dvije godine prije svoje supruge Ane.